# Rahel Renate Mann
Rahel Renate Mann (geboren als Renate Wolf 7. Juni 1937 in Berlin; gestorben 31. März 2022 in Berlin) war eine deutsche Ärztin, Psychotherapeutin und Lyrikerin sowie Überlebende des Holocaust.

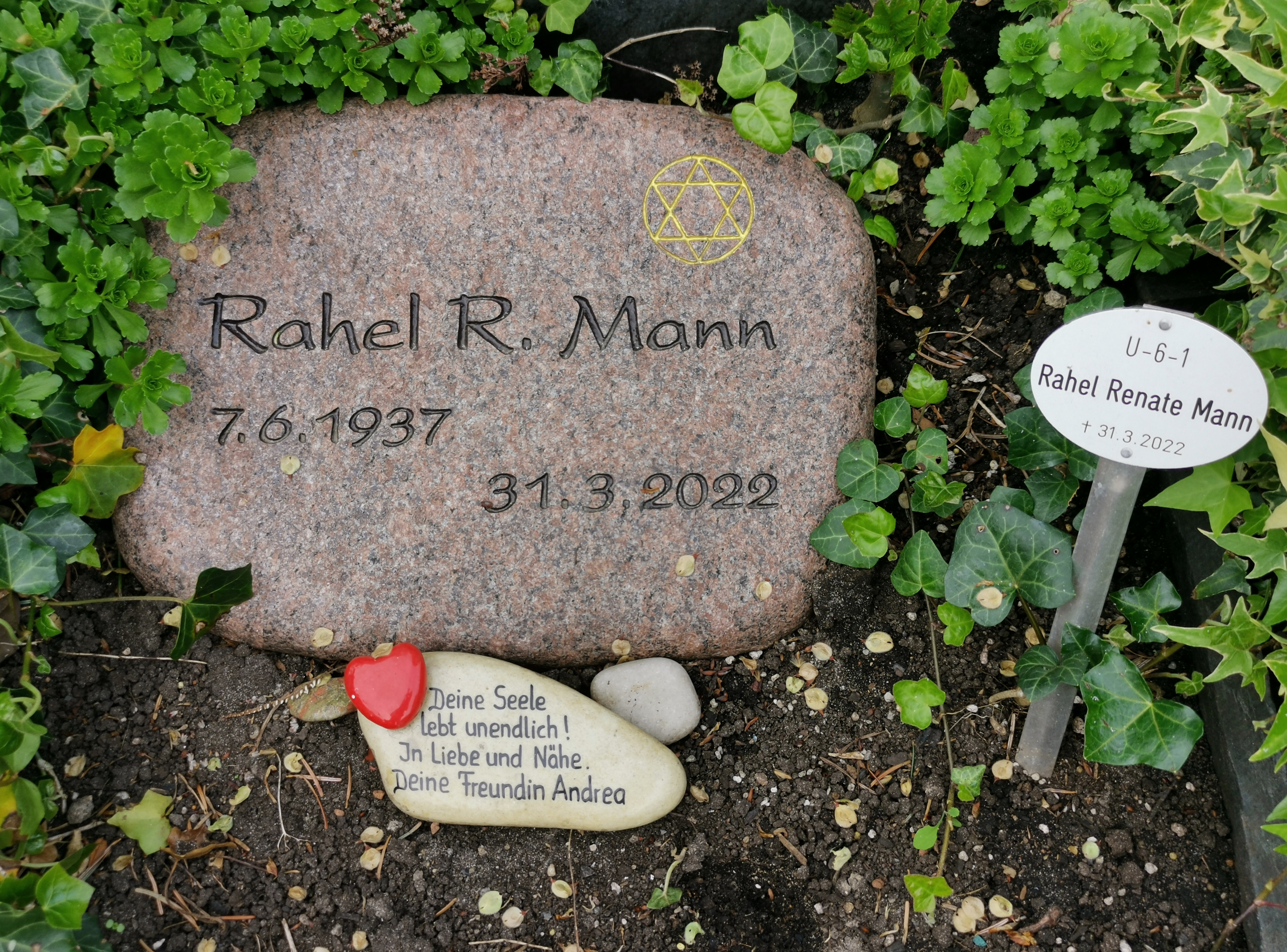
Grabstelle in Berlin-Schöneberg

## Leben
Renate Wolf war eine ungewollte uneheliche Tochter einer getauften Jüdin und eines Juden. Ihr Vater kam 1941 um. Sie wuchs die ersten vier Jahre in einer jüdischen Pflegefamilie auf, da ihre Mutter Milda Wolf sich nicht um sie kümmern konnte. Als die Pflegefamilie 1941 in den Osten deportiert wurde, holte ihre Mutter sie zu sich in ihre Wohnung in der Starnberger Straße 2 in Schöneberg, sie wurde aber 1942 zur Zwangsarbeit in ein Außenlager des KZ Sachsenhausen deportiert. Renate Wolf überlebte die Judenverfolgung, versteckt von Hausnachbarn und mit Hilfe unter anderem auch der Frau des Blockwarts und in verschiedenen Pflegestellen, darunter in der Pfarrersfamilie von Eitel-Friedrich von Rabenau und ab November 1944 in einem Kellerverschlag in der Starnberger Straße, bis zur Befreiung durch die Russen.
Nach Kriegsende wohnte sie wieder mit ihrer Mutter zusammen, die die Haft im Konzentrationslager überlebt hatte, allerdings schwer erkrankt war. 1957 legte sie an einem Gymnasium in Schöneberg ihr Abitur ab. Wolf studierte Lehramt an der Berliner Pädagogischen Hochschule, absolvierte die zwei Staatsexamina und arbeitete als Lehrerin. 1960 schrieb sie eine Untersuchung über die Vorurteile von Schülern.
Wolf heiratete und hat zwei Kinder. Sie bildete sich zur Heilpraktikerin und Psychotherapeutin weiter, arbeitete in der psychologischen Praxis ihres Ehemanns in Berlin und betrieb nach der Scheidung eine psychotherapeutische Praxis in Braunschweig. 1997 wanderte sie zu ihrer Tochter und deren Familie nach Israel aus und lernte Hebräisch für ein Selbststudium der Thora. 2007 kehrte Rahel Renate Mann nach Berlin zurück, wo sie als Zeitzeugin in Schulen auftrat. Mann veröffentlichte drei Gedichtbände.
Rahel Renate Mann wurde auf dem Evangelischen Kirchhof Alt-Schöneberg in Berlin beigesetzt (Abt. U-6-1).

## Werke
- erdundhimmelwärts. Eberbach : Ed. Kavanah Bartmann, 1992.
- Das Ewige im Menschen : Gedicht und Bild. Illustrationen Erich Constein. Heidelberg : Ed. Kavanah, 1994.
- mit Hilka Koch: Ich reiche dir meine Hand : Gedichte – Gedanken – Texte. Oldenburg : Schardt, 2005 ISBN 978-3-89841-177-6.
- Meine Mutter hat mich nie gewollt, vielleicht hat mir das geholfen. In: Tina Hüttl; Alexander Meschnig (Hrsg.): Uns kriegt ihr nicht : als Kinder versteckt – jüdische Überlebende erzählen. München : Piper, 2013 ISBN 978-3-492-05521-5, S. 67–81. Kurzbiografie auf Seite 81f.